# Kontrollfluss
Der Kontrollfluss oder Programmablauf bezeichnet in der Informatik die zeitliche Abfolge der einzelnen Befehle eines Computerprogramms. Der Kontrollfluss eines Programms ist gewöhnlich durch die Reihenfolge der Befehle innerhalb des Programms vorgegeben, jedoch erlauben Kontrollstrukturen von der sequenziellen Abarbeitung des Programms abzuweichen. Die Abarbeitungsreihenfolge der einzelnen Befehle, welche das Programm vorgibt, wird von Kontrollflussabhängigkeiten festgelegt: Ein einzelner Befehl wird entweder dann ausgeführt, wenn der unmittelbar vorhergehende Befehl abgearbeitet und der Programmzähler inkrementiert wurde oder wenn ein Sprungbefehl auf die entsprechende Stelle im Speicher zeigt und dem Programmzähler durch den Sprungbefehl ein neuer Wert zugewiesen wird. Beide Kontrollflussabhängigkeiten müssen bei der parallelen Ausführung von Befehlen des Programms berücksichtigt werden.

## Grundlagen
Der geplante Ablauf eines Programmes wird durch einen sogenannten Programmablaufplan oder auch den Kontrollflussgraphen dargestellt. Darin sind alle möglichen Verzweigungen innerhalb des Kontrollflusses verzeichnet. Der tatsächliche Kontrollfluss ist nun die Befehlsfolge während einer Ausführung des Programms.

### Beispiel
Betrachtet wird der folgende Ausschnitt aus einem in C implementierten Programm:
```
int
 
i
 
=
 
0
;

...
 
/* hier kann i irgendwo geändert werden */

if
 
(
i
 
==
 
5
)

   
puts
(
"i==5"
);

else

   
puts
(
"i!=5"
);

```

Der Kontrollflussgraph sieht nun wie folgt aus:
|        |        |        |        |        |        |  |  | i=0   |       |       |       |       |       |  |  |        |        |        |        |        |        |
|        |        |        |        |        |        |  |  |       |       |       |       |       |       |  |  |        |        |        |        |        |        |
| Ja     | Ja     | Ja     | Ja     | Ja     | Ja     |  |  | i==5? | i==5? | i==5? | i==5? | i==5? | i==5? |  |  | Nein   | Nein   | Nein   | Nein   | Nein   | Nein   |
| Ja     | Ja     | Ja     | Ja     | Ja     | Ja     |  |  | i==5? | i==5? | i==5? | i==5? | i==5? | i==5? |  |  | Nein   | Nein   | Nein   | Nein   | Nein   | Nein   |
|        |        |        |        |        |        |  |  |       |       |       |       |       |       |  |  |        |        |        |        |        |        |
| i==5\n | i==5\n | i==5\n | i==5\n | i==5\n | i==5\n |  |  |       |       |       |       |       |       |  |  | i!=5\n | i!=5\n | i!=5\n | i!=5\n | i!=5\n | i!=5\n |

Der tatsächliche Kontrollfluss des Programms hängt nun vom konkreten Wert der Variable i zum Zeitpunkt des Erreichens der if-Anweisung ab.
Befindet sich die if-Anweisung innerhalb einer Schleife, so könnte beim erneuten Schleifendurchlauf der alternative Zweig des Kontrollflussgraphen durchlaufen werden.

## Anwendung
Die Analyse des Kontrollflusses ist ein Teil der Programmanalyse. Die Anwendung des Programms auf einen Testfall führt zu einem bestimmten Kontrollfluss und kann mit dem erwarteten Kontrollfluss verglichen werden. Dadurch lassen sich potentielle Fehler durch falsche Kontrollstrukturen aufspüren. Ebenso kann eine teilweise Bewertung des Testfalles vorgenommen werden. Im optimalen Fall (sofern Schleifen vorhanden sind) sind alle im Kontrollflussgraph enthaltenen Befehle auch im durch den Testfall erzeugten Kontrollfluss enthalten.